# Antonius Janue
Antonius Janue (probablement le même personnage qu’Antonio da Genova) (floruit autour de 1460 – ...) est un compositeur italien. C'est un des rares compositeurs italiens de musique polyphonique du milieu du XVe siècle. Il a laissé un des rares manuscrits de musique de l'époque, dans lequel on trouve des ratures et des corrections de sa main.

## Biographie
On sait peu de choses certaines sur sa vie. Ce pourrait être le même personnage qu'« Antonio da Genova », un musicien qui a travaillé à Ferrare en 1462, et probablement le même qu'« Antonius de Jan » mentionné dans les archives du Palazzo Ducale à Gênes en 1456. « Janue » a été interprétée comme signifiant « Genova ». S'il s'agit de la même personne, il semble avoir été un compositeur actif dans le nord de l'Italie vers 1450.
Il peut avoir été prêtre, étant donné l'utilisation fréquente du préfixe "p" dans le manuscrit qui nous est parvenu, ajouté au fait qu'il n'a écrit que de la musique sacrée.
Janue a probablement compilé le manuscrit I-Fn 112bis, conservé à la Bibliothèque nationale centrale de Florence. Ce manuscrit contient des morceaux de Guillaume Dufay, Gilles Binchois, John Dunstable et d'autres, ainsi que 16 pièces attribuées à Janue. Étant donné qu'il y a dans le manuscrit plus de pièces de Janue que celles des autres compositeurs, y compris les plus grands noms de l'époque, et que la plupart des pièces signées "Janue" contiennent des ratures et des corrections, on suppose que le compilateur n'est pas seulement le copiste, mais qu'il a aussi écrit certaines des pièces. De nombreuses modifications sont des simplifications de passages compliqués, ce qui suggère que les œuvres ont été modifiées pour être adaptées aux chanteurs moins habiles. Il a été suggéré que le manuscrit a été écrit à Gênes, au moment où son nom figure sur le registre des paiements du Palazzo Ducale à Gênes en 1456, et qu'il a reçu un salaire annuel,,.

## Musique
Treize morceaux sont attribués à Janue dans le manuscrit I-Fn 112bis, huit hymnes pour les vêpres, deux Magnificat, deux hymnes de procession et des laudes. Du point de vue du style, ce sont des compositions polyphoniques, généralement à trois voix, et très simples dans l'écriture par rapport à celles des compositeurs contemporains appartenant aux écoles de Bourgogne et franco-flamande. Janue a souvent composé en utilisant la technique du faux-bourdon (d'une manière similaire à Guillaume Dufaÿ et Gilles Binchois), et a utilisé seulement occasionnellement l'imitation. Les transcriptions de musique de Janue en notation moderne utilisent généralement des mesures irrégulières pour traduire sa liberté métrique.
Certaines de ses œuvres, comme le Magnificat du VIe ton, étaient probablement destinées à remplacer les œuvres équivalentes de Guillaume Dufaÿ, peut-être parce que les pièces originales étaient trop difficiles pour des chanteurs inexpérimentés.

## Œuvres
- Lucis Creator optime
- Christe Redemptor omnium
- Crucifixum in carne (1) (attribué à un anonyme)
- Crucifixum in carne (2) (attribué à un anonyme)
- Gloria, laus et honor
- Hostis Herodes impie
- Deus tuorum militum
- Iste Confessor Domini
- Jesu, corona Virginum
- Quem terra pontus
- Ut queant laxis
- Magnificat (du Ve ton)
- Magnificat (du VIe ton) (attribué à un anonyme)
- Magnificat (du VIIe ton)
- Magnificat (du VIIIe ton) (attribué à un anonyme)
- O redemptor, sume carmen (attribué à un anonyme)
- Pange lingua (attribué à un anonyme)
- Sanctorum meritis inclyta gaudia (attribué à un anonyme)
- Verbum caro factum est[4]

## Source
- (it) Cet article est partiellement ou en totalité issu de l’article de Wikipédia en italien intitulé « Antonius Janue » (voir la liste des auteurs).